# Donja Barica
Donja Barica (cyr. Доња Барица) – wieś w Bośni i Hercegowinie, w Republice Serbskiej, w gminie Brod. W 2013 roku liczyła 87 mieszkańców.